# Dan Ryan Expressway

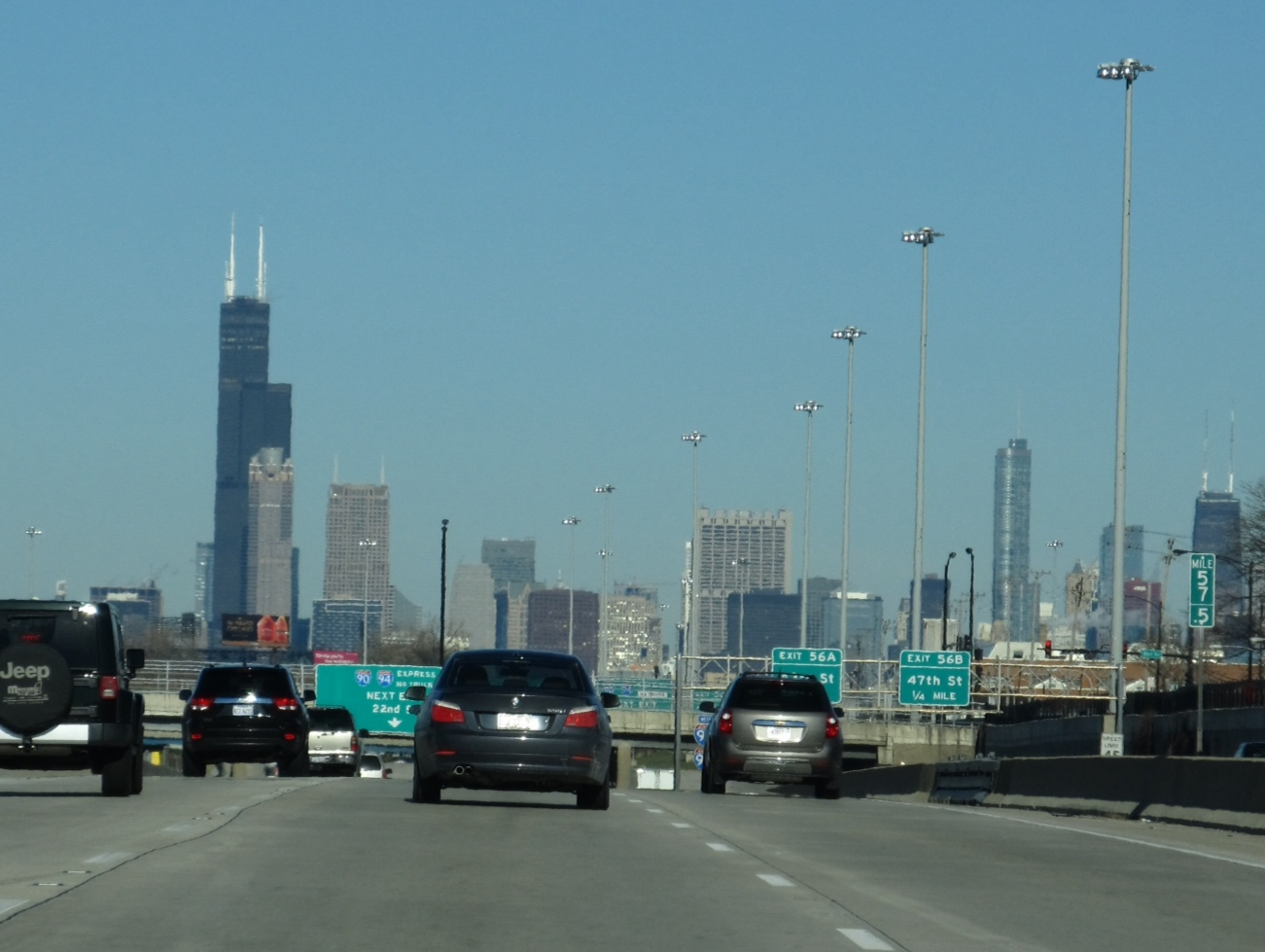
Vue sur Downtown Chicago depuis la Dan Ryan Expressway.

La Dan Ryan Expressway est une autoroute américaine nord-sud de Chicago (Illinois, États-Unis). La Dan Ryan commence dans le centre-ville (Downtown), à l'échangeur de l'I-290 et se termine au sud à hauteur de la West 96th Street desservant ainsi une partie des quartiers sud (South Side) de la ville de Chicago. Elle fut nommée en l'honneur de Dan Ryan, Jr., président du Board of Commissioners du comté de Cook de 1954 à 1961.

## Histoire
Cette autoroute est désignée à la fois comme étant l'Interstate 90 au nord de 66th Street, sur une distance de 11,97 km (7,44 miles), et se connecte à l'Interstate 94 au sud de la Chicago Skyway, sur une distance de 6,49 km (4,03 miles). Il s'agit d'une distance totale de 18,5 km (11,47 miles). 
La Dan Ryan a été ouverte en 1962 et nommée d'après Dan Ryan, Jr., le président du Conseil du comté de Cook, le comté dans lequel se situe la ville de Chicago. Pendant les étapes de planification, elle était aussi connue comme l'autoroute du South Side. Elle est gérée et entretenue par l'Illinois Department of Transportation (IDOT).
En 1969, la Chicago Transit Authority (CTA) inaugura un nouveau tronçon du métro de Chicago dans la médiane de l'autoroute. Appelé Dan Ryan Branch, ce tronçon est utilisé aujourd'hui par la ligne rouge et s'étend de Cermak Avenue à la 95th Street.

## Fréquentation
Sur une journée entre 71 000 et 307 100 véhicules en moyenne utilise une partie de la Dan Ryan (données de 2005). La Ryan Dan et son prolongement nord, la Kennedy Expressway, sont les routes les plus fréquentées de l'État de l'Illinois. Utilisant un système express local, la Dan Ryan possède quatorze voies de circulation, sept dans chaque direction, avec quatre de ces voies express et les trois autres donnant accès à des sorties.
Malgré sa largeur, la Dan Ryan est sujette à de fréquents embouteillages aux heures de pointe.